# 西迪布奧斯曼戰役
西迪布奧斯曼戰役發生於1912年9月6日，是法國征服摩洛哥期間在馬拉喀什以北40公里處的西迪布奧斯曼進行的一場重要戰役。由夏爾·芒然上校率領的法國殖民地軍隊戰勝了摩洛哥南部領導人艾哈邁德·希巴的軍隊。
即使有著大量槍枝和火砲，但低劣的訓練使得摩洛哥人的軍隊慘遭擊敗。
戰役過後，法軍隨後占領了馬拉喀什市，並將摩洛哥南部併入法國的保護國。